# Лейхтенбергский, Георгий Николаевич
Георгий Николаевич Лейхтенбергский (28 ноября 1872, Рим — 9 августа 1929, Сеон, Бавария, Германия) — полковник лейб-гвардии Конного полка, брат Николая Николаевича Лейхтенбергского. Оставил мемуары.

## Биография
Родился в Риме в семье герцога Николая Максимилиановича Лейхтенбергского и графини Богарне — Надежды Сергеевны Анненковой (1839—1891, по первому браку — Акинфьева, получила в 1878 году титул графини Богарнэ).

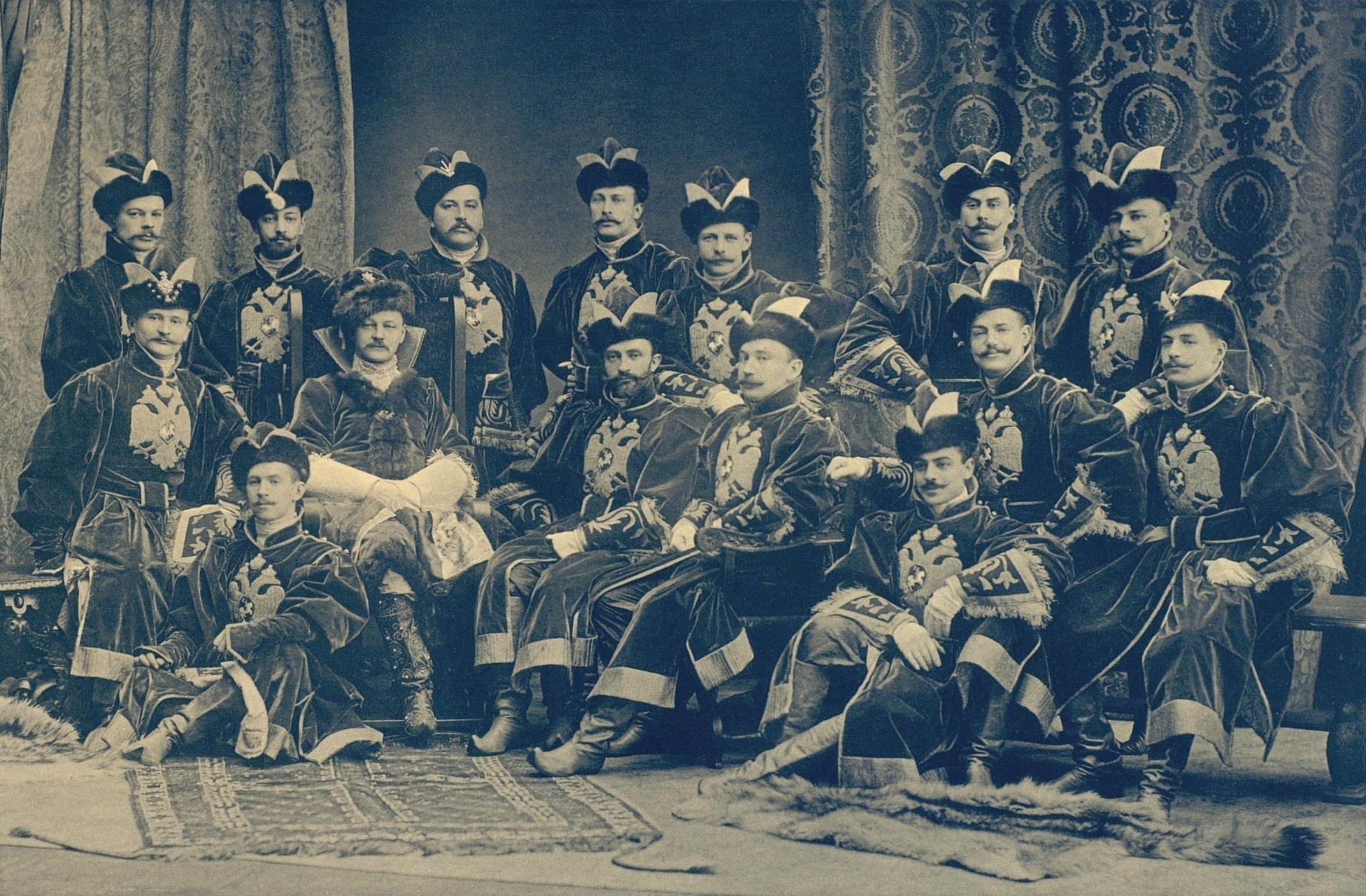
Герцог Г. Н. Лейхтенбергский (стоит в центре) на Костюмированном балу 1903 года в группе офицеров лейб-гвардии Конного полка

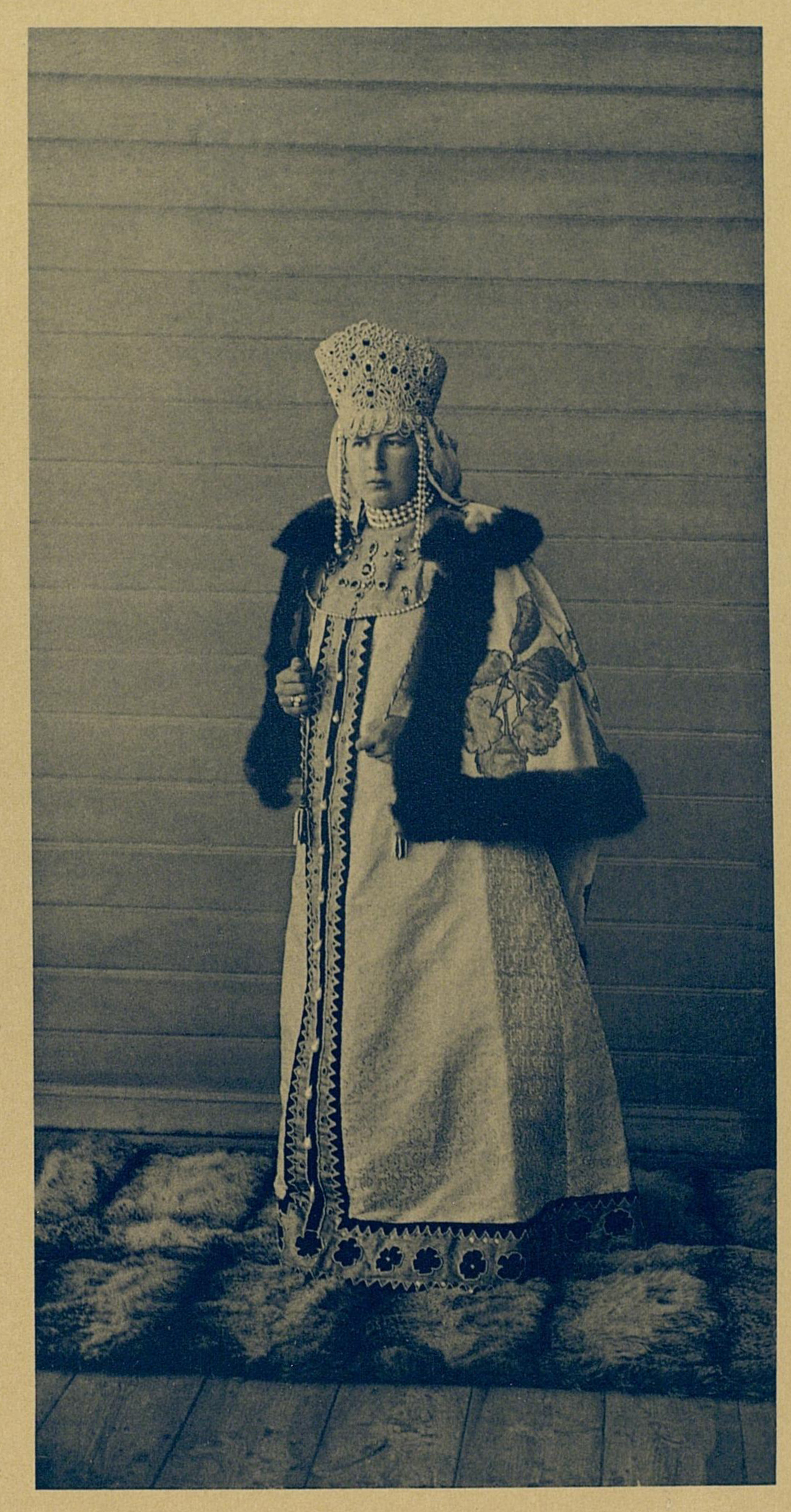
Ольга Николаевна, костюмированный бал 1903 г.

Образование получил во Франции. Детство и юность провел в семейном деревенском доме в Баварии и во Франции. Титул герцога с титулованием «светлость» получил 11 ноября 1890 года. В возрасте 18 лет вернулся в Россию, поступил на военную службу в лейб-гвардии Конный полк, командиром эскадрона. Вышел в отставку в чине полковника 17 декабря 1905 года. В отставке большую часть года проводил в Баварии, занимаясь науками историческими и военными, был председателем императорского Общества ревнителей истории (1911—1917) и почетным председателем Санкт-Петербургского общества охотников.

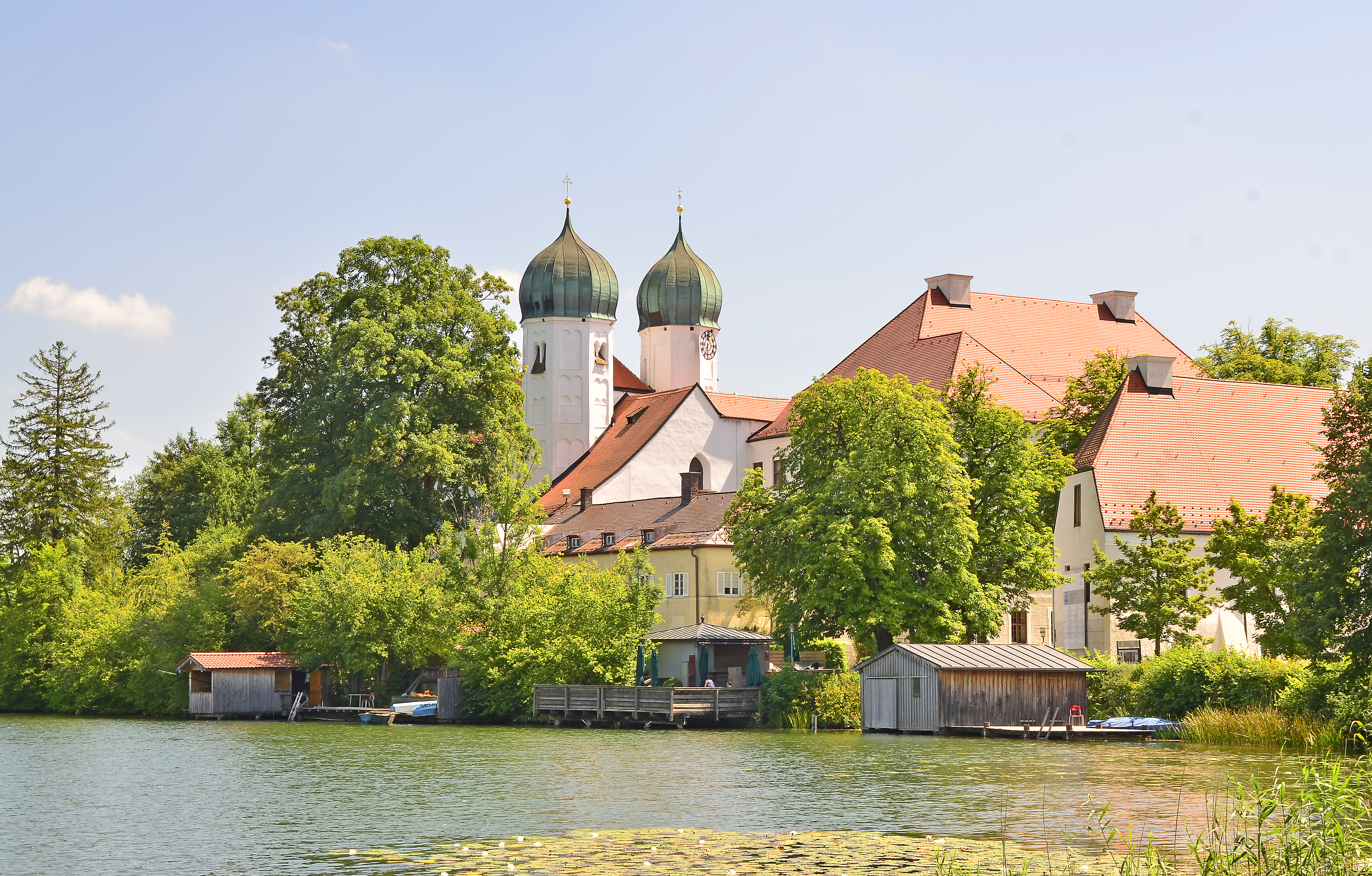
Замок Зеон в Баварии принадлежал семье Лейхтенбергов с 1852 по 1934 гг.

Во время Первой мировой войны состоял при Российском обществе Красного Креста и в штабе Юго-Западного фронта. Повторно уволен со службы в мае 1917 года. В эмиграции проживал в Берлине, был одним из основателей антибольшевистской организации «Братство русской правды», издателем сборников «Белое дело», занимался историей.
Летом 1918 года герцог Г.Н. Лейхтенбергский и монархист М.Е. Акацатов в столице государства Украинской державы г. Киеве, являясь руководителем патриотического союза «Наша Родина» формировали белую русскую монархическую Южную армию, имевшую также прогерманскую ориентацию.
В Баварии ему принадлежал замок Зеон, которым его семья владела с 1852 по 1934 год. 
Умер 9 августа 1929 года. Похоронен в своем имении в Баварии.

## Награды
- орден Св. Станислава 3-й ст (1903)
- Кавалер Большого креста ордена Почётного легиона (1896, Франция)[6]

## Семья

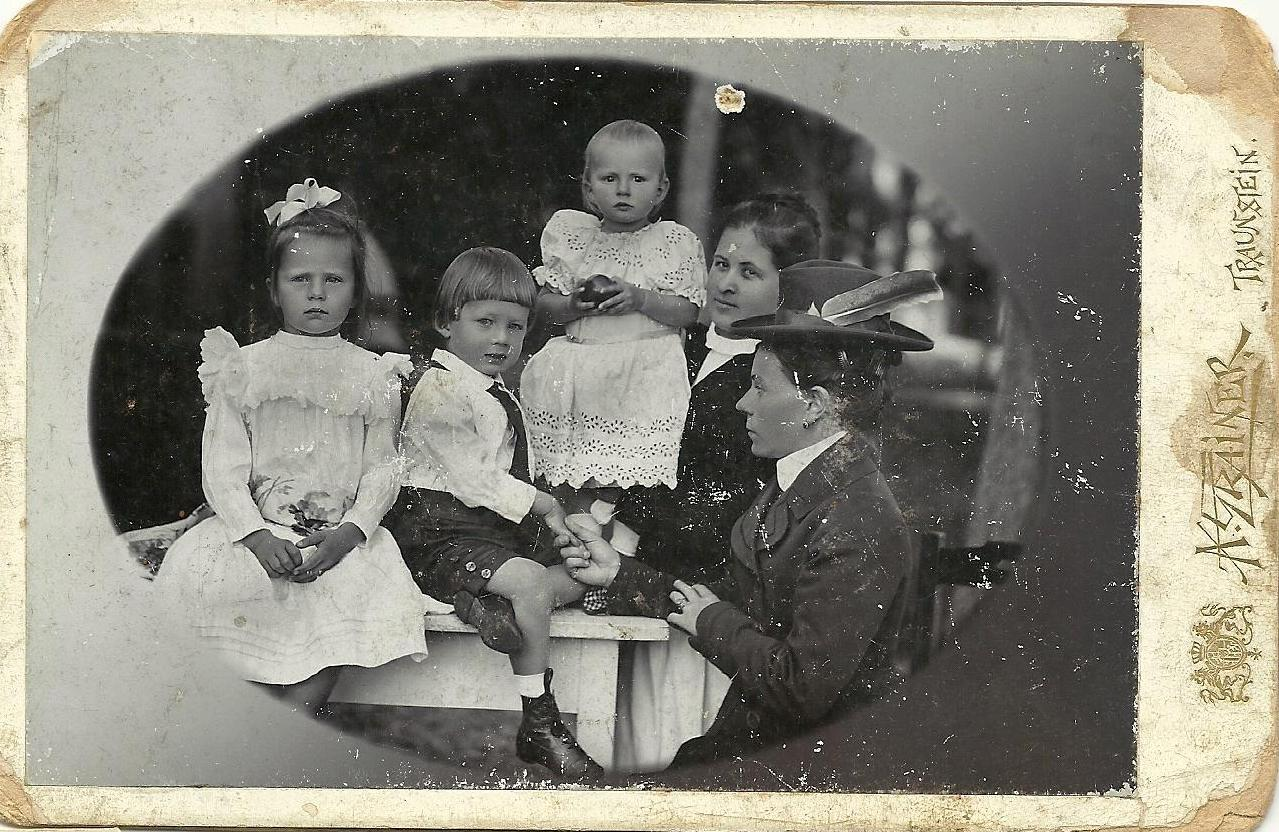
Дети Георгия и Ольги: Елена, Андрей, Наталья, со своими боннами

23 апреля 1895 года вступил в брак с княжной Ольгой Николаевной Репниной-Волконской (1872—1953). У них было шестеро детей:
- Елена (02.05.1896—1977) — с 1920 года Угричич-Требинская;
- Дмитрий (1898—1972) — герцог Лейхтенбергский, женат на Екатерине Александровне Араповой (1900—1991);
- Наталья (16.05.1900—1995) — в замужестве баронесса Меллер-Закомельская;
- Тамара (01.12.1901—1999) — в замужестве Каранфилова;
- Андрей (25.07.1903—1920) — умер в Нарве от тифа;
- Константин (06.05.1905—1983) — герцог Лейхтенбергский.

Георгий Николаевич владел домом в Санкт-Петербурге по адресу Английская набережная д. 22, а также, поместьем Сеон в Баварии. В 1904 году он унаследовал одну шестую часть имения Сергиевка Петергофского уезда и в том же году продал свою часть дяде — герцогу Георгию Максимилиановичу Лейхтенбергскому

## Публикации
- Как начиналась «Южная Армия» // Гессен И. В. Архив русской революции. — Берлин, 1923. — Т. 8. — С. 166—182.
- герцог Г. Лейхтенбергский. Семейное предание // Русская старина. — СПб.: Печатня В. И. Головина, 1914. — Т. CLVII. — С. 475—482. — о явлении в 1812 году его прадеду Евгению Богарне Саввы Сторожевского
- герцог Г. Лейхтенбергский. У гроба царя: (Страница из моих воспоминаний) // Исторический вестник. — СПб.: Тип. А. С. Суворина, 1914. — Т. CXXXVI. — С. 98—101.
- Воспоминания об «Украине». 1917—1918. — Берлин, 1921